# مازماهیان
مازماهیان (نام علمی: Anabantoidei) به گروهی از ماهیان بومی آب‌های آفریقا و آسیا گفته می‌شود که دارای اندام مازمانندی (شبیه به هزارتو) شبیه به ریه هستند که به کمک آن‌ها ماهی می‌تواند در آب‌هایی که دارای کمبود اکسیژن هستند از هوای اتمسفر خارج از آب تنفس کنند. البته این بدان معنی نیست که این ماهی‌ها می‌توانند بدون هیچ مشکلی در آب‌های کم اکسیژن زندگی کنند، بلکه در چنین شرایطی پس از مدتی بیمار می‌شوند.
مازماهیان معمولاً گونه‌های آرام و صلح‌جویی هستند که در سطح میانی یا بالایی آب به سر می‌برند. تکثیر این گونه ماهی‌ها آسان است.
مشهورترین مازماهیان عبارتند از آناباس، فایتر و ماهی بهشتی و کلاً خانواده گورامی ها. این سه نوع ماهی از جمله محبوب‌ترین ماهیان گروه مازماهیان برای نگهداری در آکواریوم هستند.

## چند نمونه از ماهیان خانوادهٔ مازماهیان

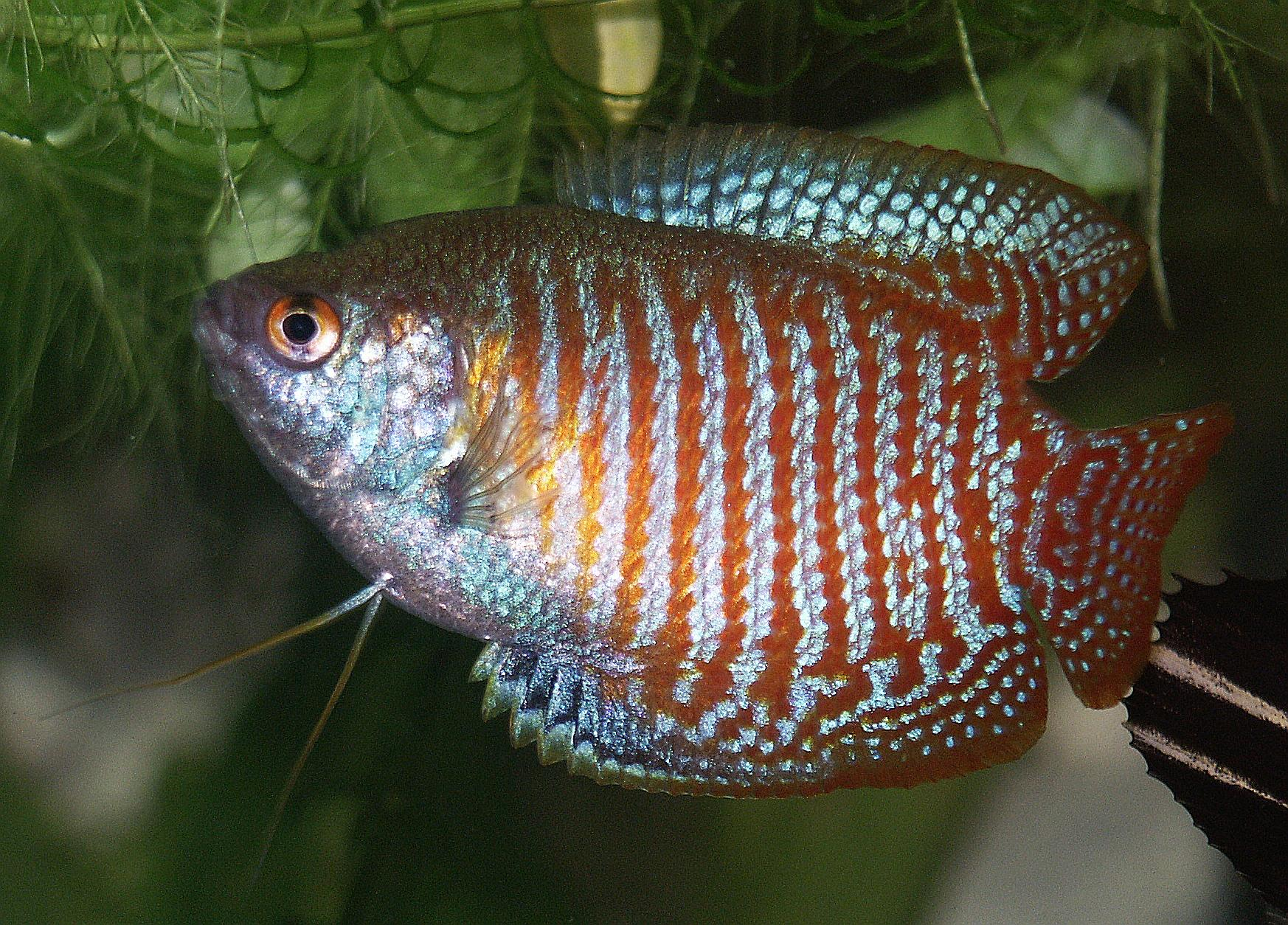
گورامی کوتوله
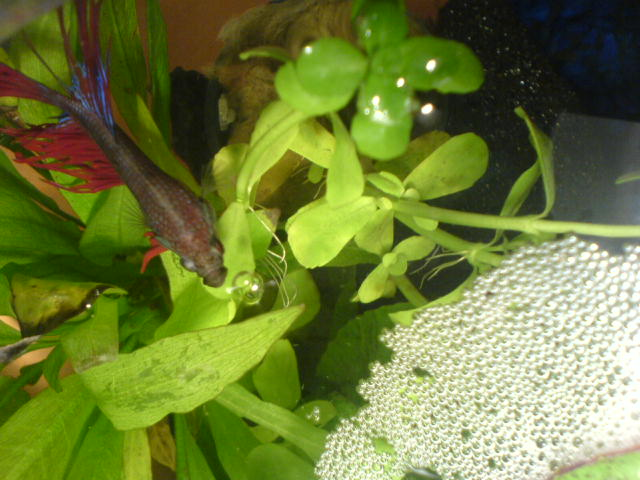
فایتر در حال ساختن آشیانهٔ حبابی
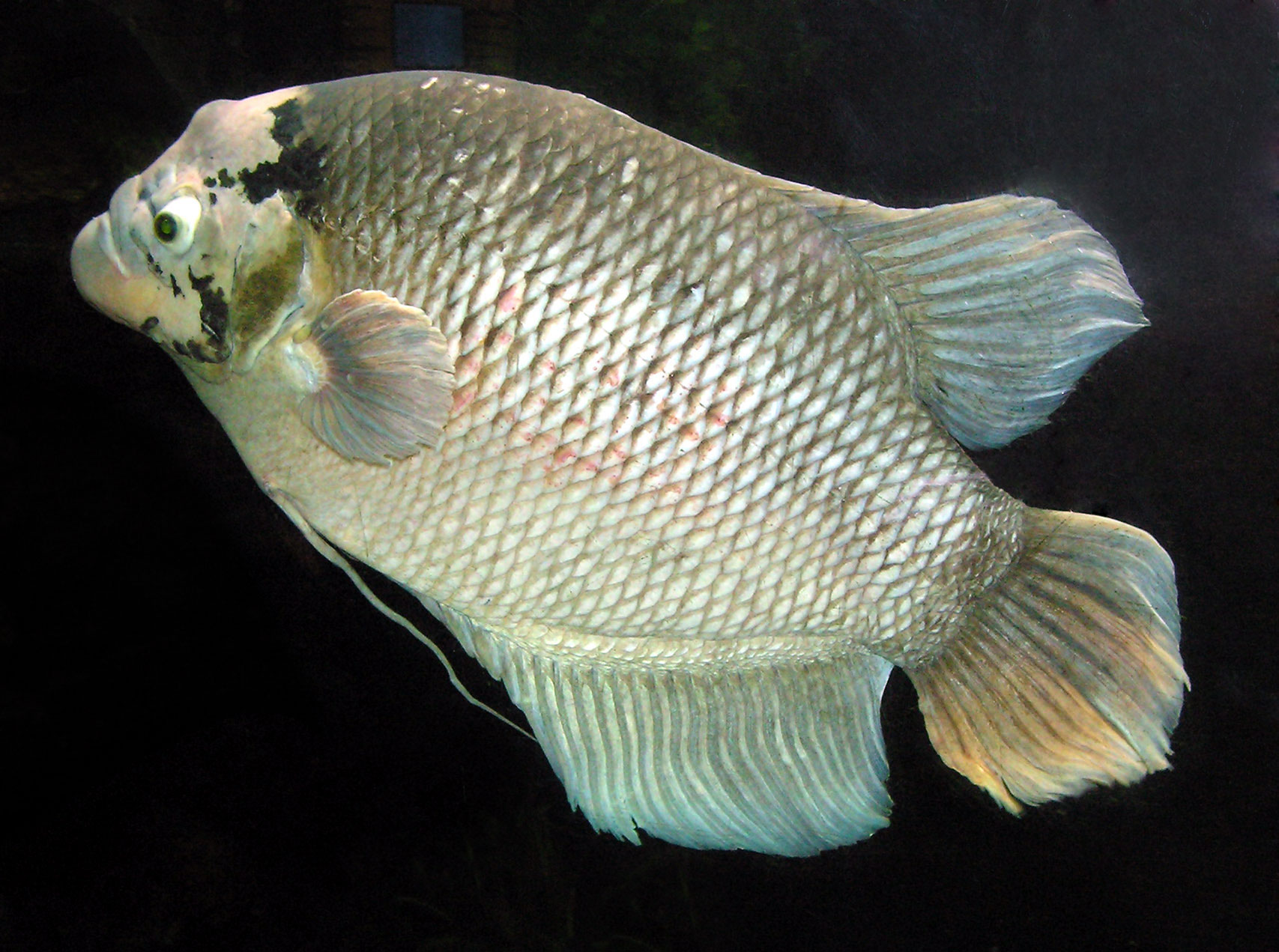
ابرگورامی
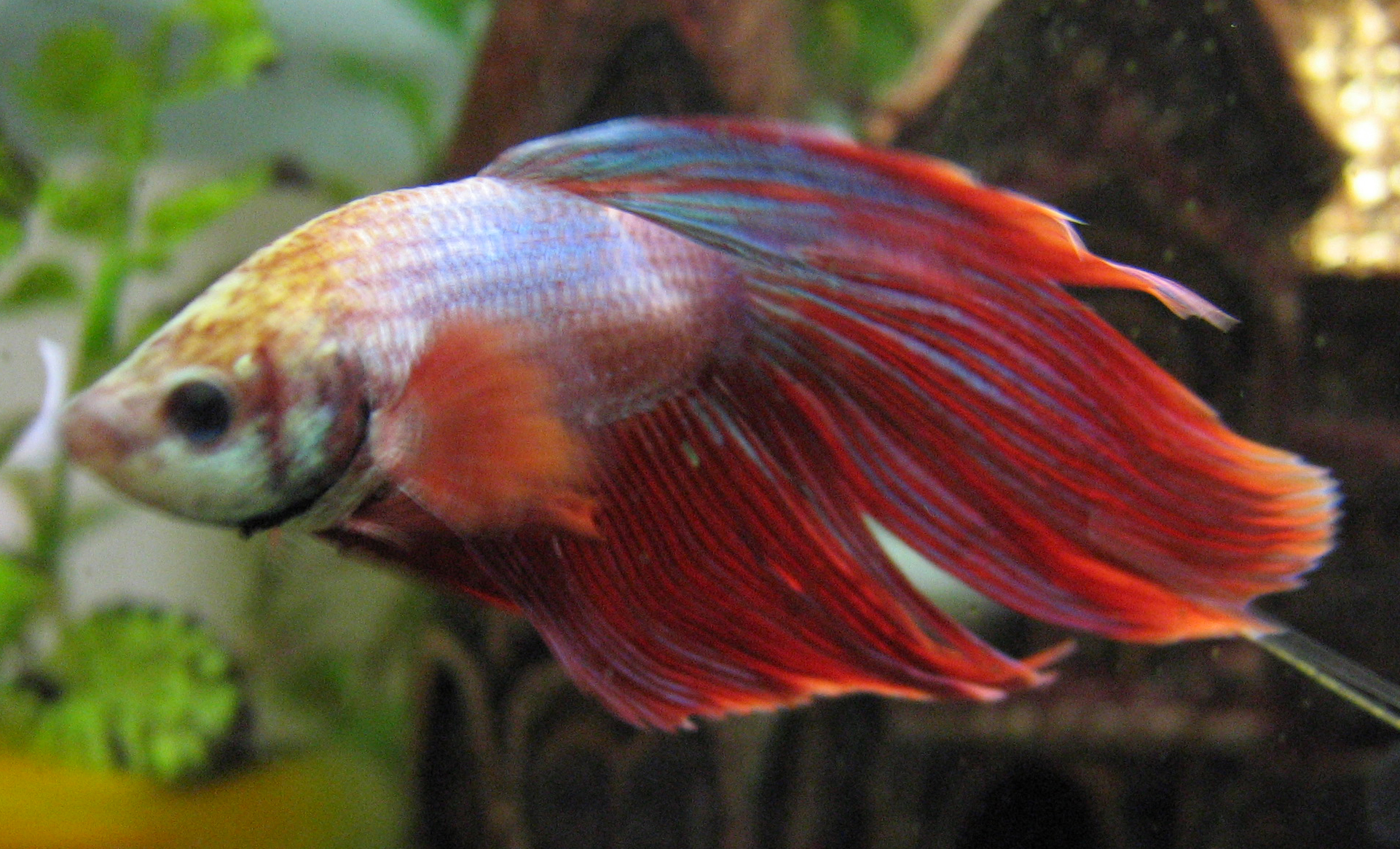
فایتر
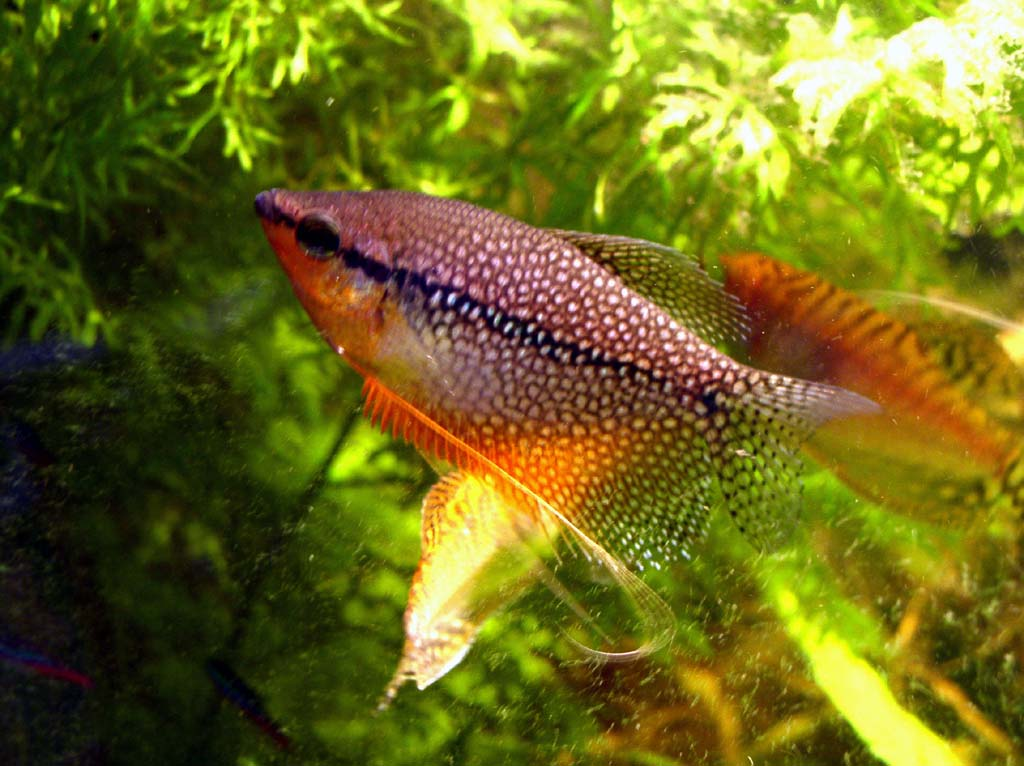
گورامی مرواریدی
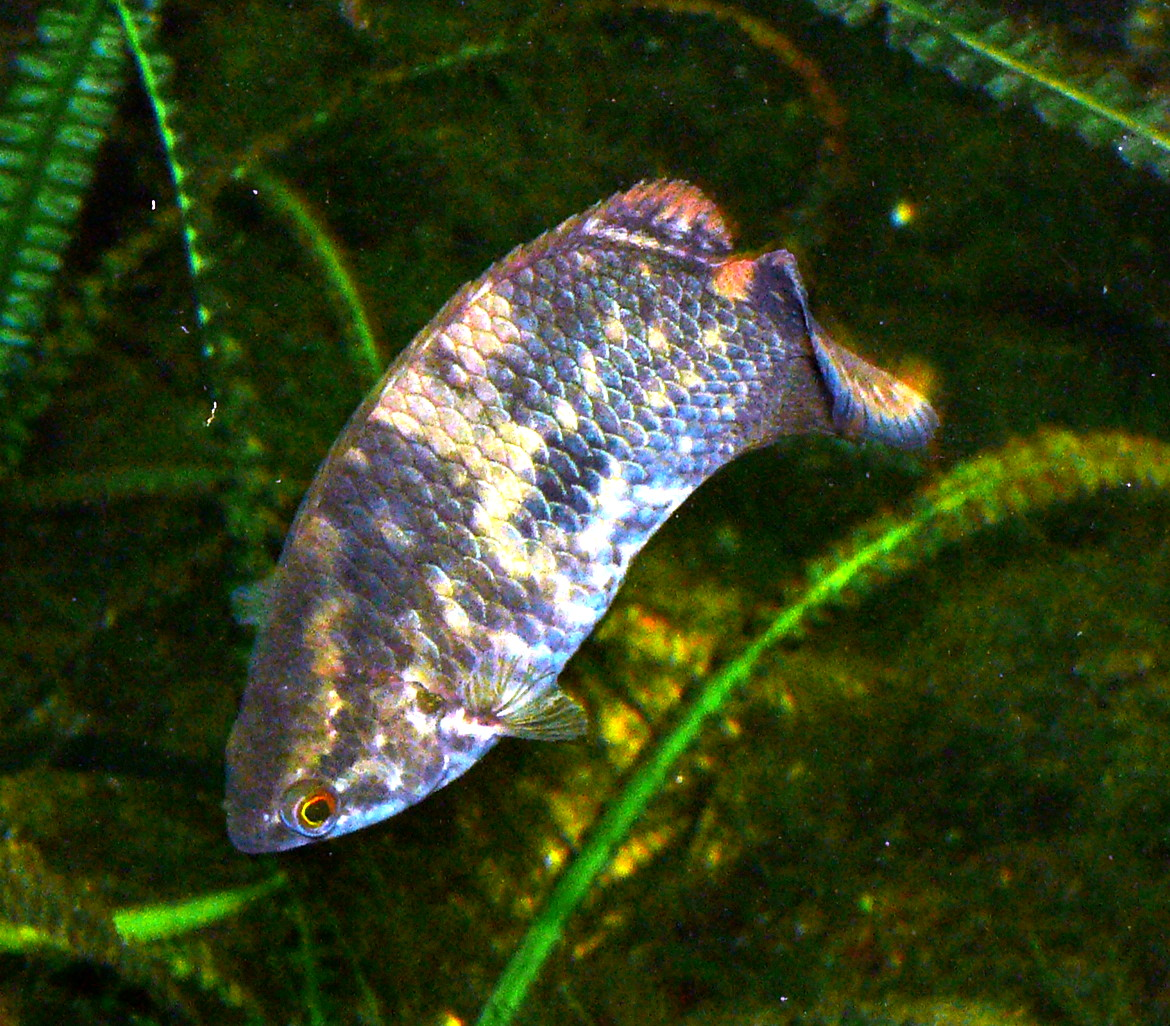
گورامی پلنگی